# Borago officinalis
Borago officinalis, la borraja, es una especie fanerógama perteneciente a la familia de las boragináceas, nativa de las regiones eurosiberiana y mediterránea (S de Europa). Es empleada tradicionalmente en la gastronomía de algunas partes de España, en concreto en Aragón, La Rioja, Navarra y Valle del Ebro, en Europa, en Grecia es plato habitual como entrante y se utiliza también en Liguria (Italia), el Midi (Francia) y Baden-Württemberg (Alemania).

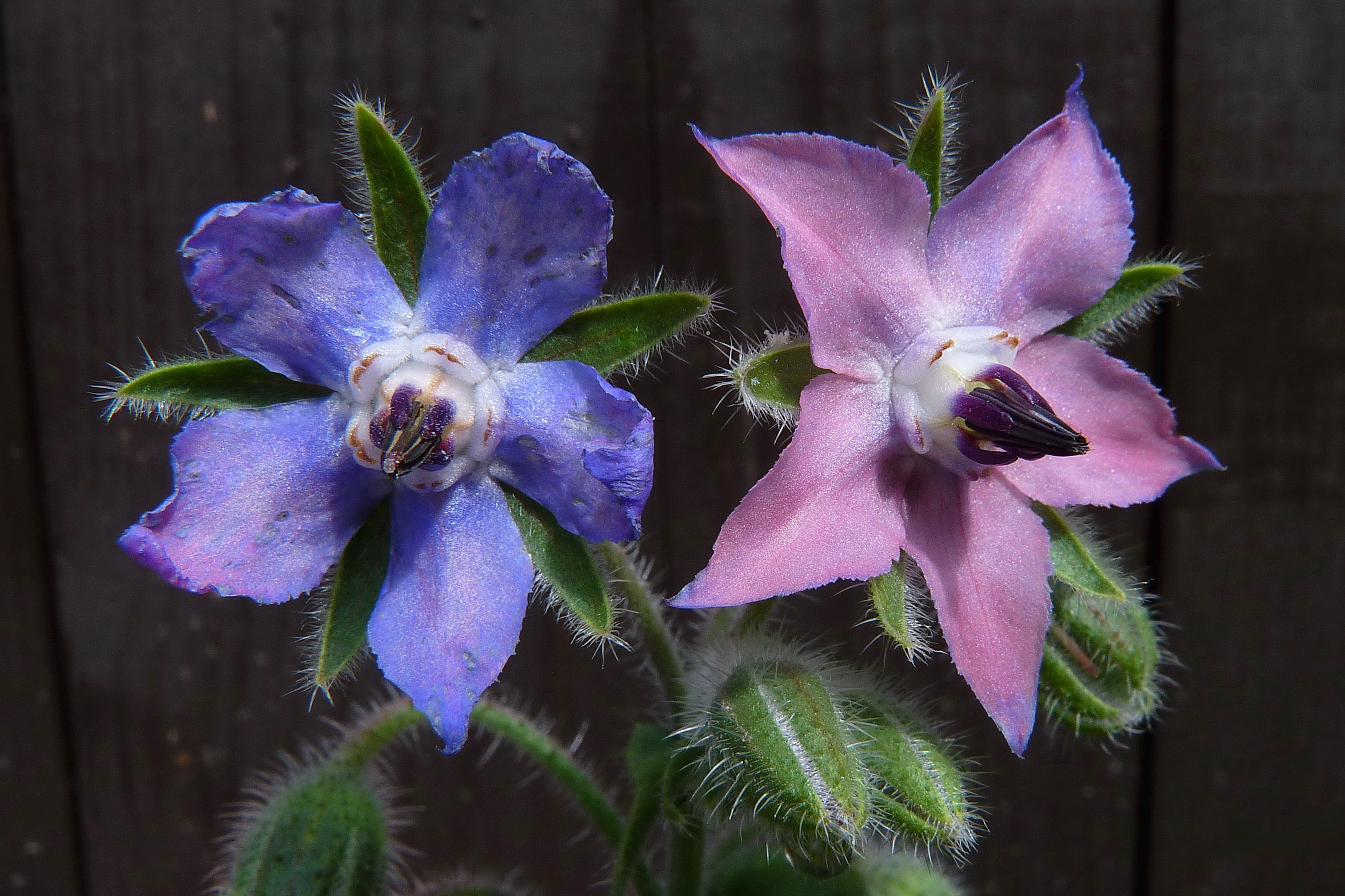
Flor, detalle

## Descripción
Planta de entre 60 a 100 cm de altura, con cerdas o pelos en tallo y hojas. Las hojas, de 5 a 15 cm de largo, son alternas y simples. Las flores son completas, con 5 pétalos estrechos y triangulares terminados en punta, principalmente de color azul, aunque también se encuentran en rosa y se cultivan variedades de flor blanca. La floración surge en cimas escorpioides y forma grandes ramos de flores que abren simultáneamente.

## Toxicidad
Todos los órganos aéreos de las especies del género Borago contienen sustancias cuyo consumo puede provocar problemas en la salud humana, según el compendio publicado por la Autoridad Europea de Seguridad Alimentaria en 2012. En concreto se ha detectado la presencia del alcaloide insaturado pirrolizidina y derivados como la lycopsamina, 7-acetillycopsamina, amabilina y supinina.

## Cultivo y recolección
La planta se cultiva con mucha facilidad, por regla general en el mes de abril —en el hemisferio norte—, siendo recolectada tras las primeras lluvias otoñales. Cuando se recolecta, suelen cortarse las hojas basales para ser empleadas como verdura, las flores se recolectan más adelante. Normalmente en las huertas donde se ha plantado, ella misma se resiembra. Las flores se recolectan en primavera en un día seco y su desecación ha de ser rápida. La variedad cultivada normalmente es la de flor blanca, y silvestre la de flor azul. Empleada como verdura se recolecta prácticamente todo el año.

## Uso

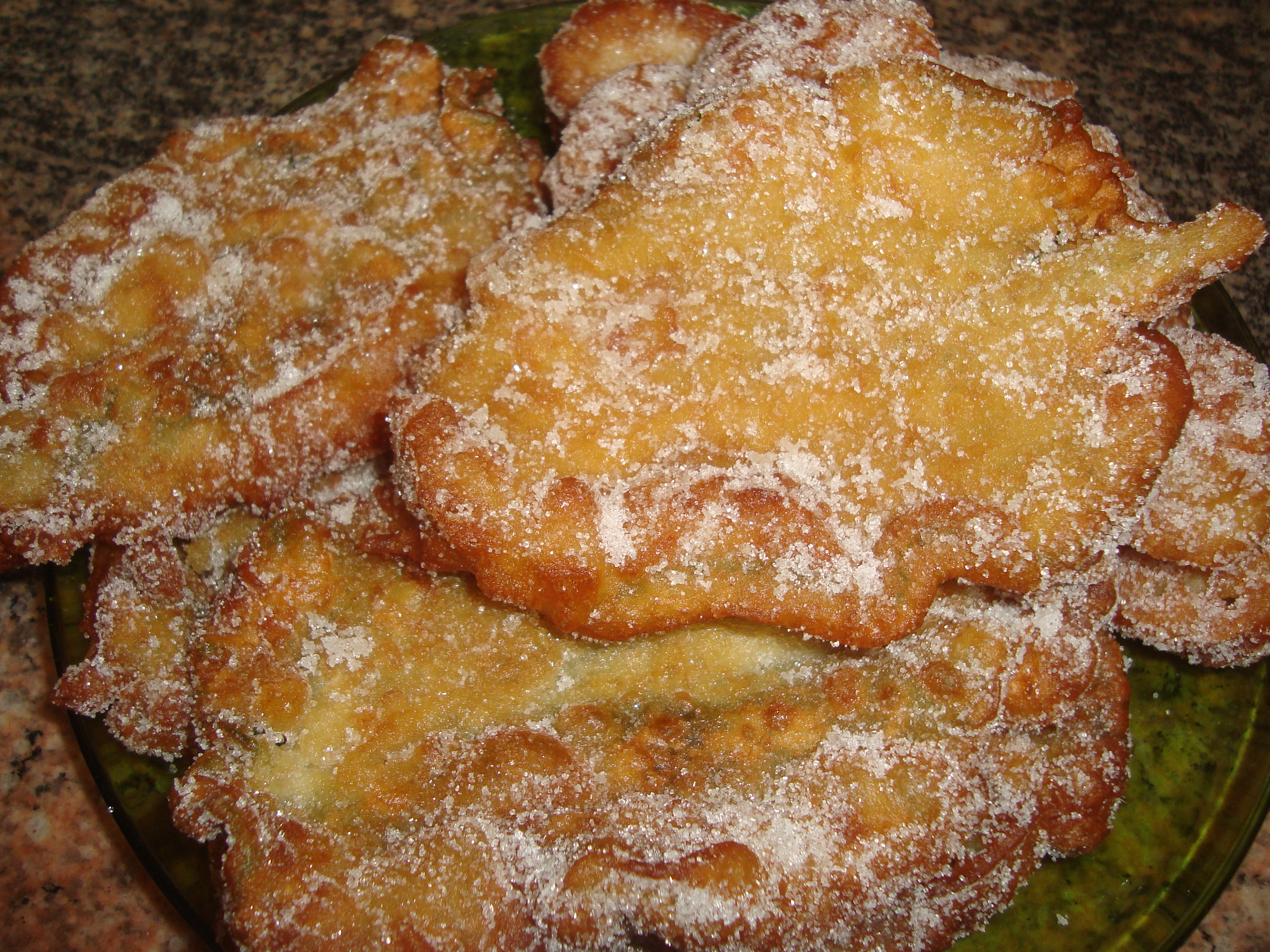
Borrajas con pasta de buñuelo y azúcar. Borraines (Torreblanca)

La forma de cocinarla es variada, pues se emplea de diferentes maneras toda la planta, desde los tallos, hasta las hojas. De modo que son múltiples sus formas de cocinarla para sopas y caldos cortos, aprovechando el agua de cocción rica en minerales. En crudo hojas y tallos tiernos para ensaladas. Cocida o al vapor los tallos limpios de pelillos de la forma tradicional o con múltiples acompañantes. En forma de postres sus hojas endulzadas y fritas. Salteadas una vez cocidos sus tallos, acompañadas de ajitos tiernos y setas en forma de revueltos con huevo. Dentro de una tortilla española. O en forma de zumos e infusiones. La versatilidad de esta planta solo la limita la imaginación del cocinero.
Es muy estimada gastronómicamente en ciertas partes de España. En la comunidad de Aragón, donde adquiere carácter de plato regional, se consume de diversas maneras: solo los tallos en revuelto con huevo, o combinadas con setas, o con almejas o gambas, los tallos cocidos con patatas y aliñadas con aceite de oliva crudo una vez servidas en el plato. Combinada con acelga, ajo y huevo (receta denominada "Revuelto de Amelia"). Las hojas tiernas rebozadas, fritas y dulces, postre conocido como crespillos. Y por último, como base de caldo vegetal sola o con otras verduras. En La Rioja y Navarra también es consumida como en Aragón. En Lérida se comen las hojas (cocidas en salmuera), siendo las mejores para su consumo las inferiores. En Mallorca se utilizan para aromatizar buñuelos de viento. En ocasiones, las flores de esta planta se emplean en ensaladas. En la gastronomía granadina son muy típicos los papoviejos, u hojas de borraja fritas en una masa dulce. En Francia e Italia es considerada una verdura de lujo, fina y de sabor delicado. En la región italiana de Liguria dentro de la cocina típica es la base del Preboggion, que junto con la mezcla de hierbas forman un plato muy apreciado en la región.

### Usos en medicina popular
Desde antiguo se considera que tiene efectos beneficiosos. Hoy se lo usa en medicina popular como diurético, sudorífico, contra la inflamación de próstata, antiestrés y emoliente de la piel. Para beneficiarse de las propiedades sudoríficas se emplean las flores, que se toman en infusión. Las hojas se emplean en decocción para provocar diuresis (a veces se solía dar a los enfermos con agua con sal como si fueran espinacas) y como emplastos de función emoliente.

El aceite de semillas de borraja actúa como emoliente y tonificante. Se lo considera beneficioso para las afecciones de piel, por su contenido en niacina o ácido nicótico. Suaviza o ablanda la piel y las mucosas, pero es muy potente y necesita supervisión médica. El aceite es rico en ácido gamma-linolénico que nuestro organismo transforma en prostaglandinas. Bueno para la tensión arterial alta, el exceso de colesterol, y la regulación de estrógenos. Los tratamientos prolongados deben ser cuidadosos por la presencia de alcaloides pirrolizidínicos tóxicos para el hígado.
El uso de la borraja a nivel capilar, gracias a su elevado contenido en ácido linoleico, se considera que fortalece el cabello.
Antiguamente se decía que el agua de borrajas en infusión de sus flores, era estimulante del corazón.

## Cultura popular
En la cultura popular existe la expresión "acabar en agua de borrajas", aplicándose a aquella circunstancia que, pareciendo que tendrá trascendencia, finaliza sin importancia alguna.
El origen de la expresión hace referencia al sutil sabor y escaso poder nutritivo del caldo hecho con borrajas, a pesar de que su limpieza y cocción exigen el mismo cuidado en su elaboración que cualquier otra verdura más sabrosa.

## Taxonomía
Borago officinalis fue descrita por Carlos Linneo y publicado en Species Plantarum 1: 137. 1753.
Sinonimia
- Borago advena Gilib.
- Borago aspera Gilib.
- Borago hortensis L.[6]

## Nombre común
Nombres comunes en castellano son: aborraja, alcohelo, argabazo, borracha, borrachera, borrachuela, borraga, borraina, borraja, borraja blanca, borraja común, borraja fina, borrajas, borraxa, buglosa vulgar, burraja, corrago, flores cordiales, forrajas, lengua de buey, pulmunar, árnica, tragardina.